# Přirozené opevnění
Přirozené opevnění je využití přirozeného reliéfu krajiny k vojenským operacím. Příkladem mohou být přirozené skalní útvary, na kterých byly stavěny hrady nebo využití hustých lesů neprůchodných pro nepřátelskou vojenskou techniku.
Potřebu mít opevněné zázemí pociťoval člověk již od pravěku. Už v neolitu vznikají první opevněná místa a tento druh stavitelství se zdokonaluje dodnes.